# یرینگتون (نوادا)
یرینگتون، نوادا (انگلیسی: Yerington, Nevada) در نوادای ایالات متحده آمریکا واقع است.